# Semhar Araia
Semhar Araia là một nhà hoạt động xã hội, giáo sư và luật sư quốc tế Người Mỹ gốc Eritrea. Bà là người sáng lập và Giám đốc điều hành của tổ chức phi chính phủ Châu Phi Diaspora (DAWN). Bà Semhar gần đây đã được bổ nhiệm làm Giám đốc điều hành của UNICEF USA về Diaspora và Quan hệ đối tác đa văn hóa.

## Cuộc sống cá nhân
Araia được sinh ra từ năm 1978 đến 1979 tại thành phố New York cho những người nhập cư từ Eritrea. Cha mẹ bà đã di cư sang Hoa Kỳ vào cuối những năm 1960 để học tập và làm việc. bà được đặt theo tên của tỉnh Semhar ven biển Semhar.
Đối với các nghiên cứu sau trung học của mình, Araia đã lấy bằng cử nhân của Đại học Saint Thomas ở Saint Paul, Minnesota. Sau đó, bà đã được nhận vào trường luật của Đại học Michigan và Đại học Mỹ, nhưng thay vào đó, anh đã chọn tham dự Trường Luật Đại học Marquette ở Wisconsin để gần gũi hơn với gia đình. Araia sau đó làm việc và nhận được bằng luật từ tổ chức này vào năm 1999.

## Sự nghiệp
Về chuyên môn, Araia có một nền tảng về luật pháp quốc tế. Bà từng là nhà phân tích chính sách đối ngoại tại Quốc hội Hoa Kỳ, và có hơn một thập kỷ kinh nghiệm làm việc trong chính sách công, chính sách đối ngoại Mỹ-Phi, luật nhân đạo quốc tế và giải quyết xung đột.
Araia làm luật sư cho Ủy ban Yêu sách Eritrea-Ethiopia, được thành lập để thực hiện Thỏa thuận Algiers năm 2000 giữa chính phủ Eritrea và Ethiopia sau Chiến tranh Eritrea của người Eritrea. bà cũng là một nhà phân tích châu Phi cho The Elders.

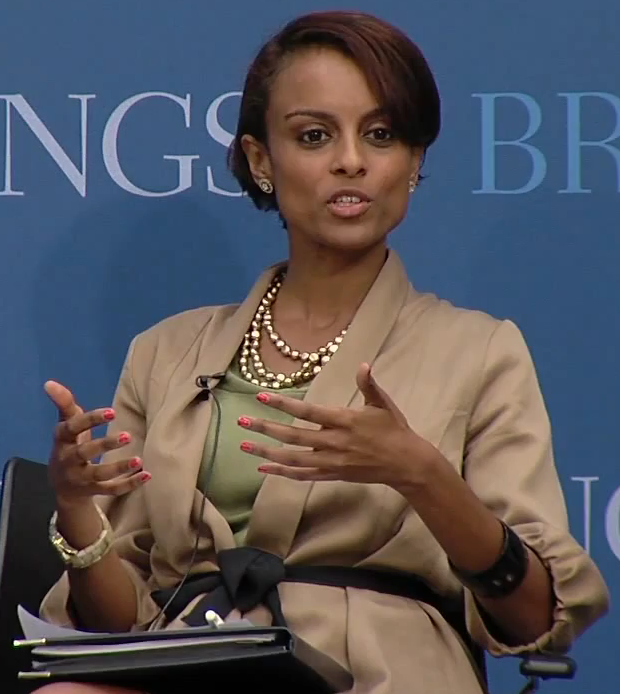
Araia phát biểu về tiến trình hòa bình Somalia tại Viện Brookings ở Washington, DC (2011).

Khu vực trọng tâm chính của Araia là cung cấp thông tin chính xác và làm rõ những quan niệm sai lầm liên quan đến khu vực Sừng châu Phi và cộng đồng hải ngoại. bà cũng đã khuyến khích người nước ngoài tái đầu tư vào sự phát triển của châu Phi thông qua lãnh đạo, các tổ chức và đặc biệt là hệ thống chuyển tiền. Trong khả năng này, bà đã thành lập và phục vụ như là Giám đốc điều hành của Mạng lưới phụ nữ châu Phi Diaspora (DAWN), một tổ chức phi chính phủ có trụ sở tại Washington, DC với nhiệm vụ là phát triển và hỗ trợ những nữ di dân tài năng từ châu Phi. Nó hiện có 180 thành viên đại diện cho nhiều nơi trên thế giới.
Ngoài ra, Araia là cố vấn khu vực của Sừng châu Phi cho Oxfam International. Bà là thành viên hội đồng quản trị của người châu Phi trong tổ chức Diaspora (AiD), tập trung vào phát triển ở châu Phi thông qua việc thu hút cộng đồng địa phương cũng như người nước ngoài.
Araia cũng từng là thành viên của Nhóm chuyển tiếp Tổng thống Obama-Biden. Bà ấy cũng là một người sáng lập ban đầu của tổ chức phi lợi nhuận IMPACT.
Ngoài ra, Araia còn là một diễn giả khách mời trong nhiều trường học, trường đại học, cơ quan truyền thông và các đối tượng khác về chính sách Mỹ-Phi và các chiến lược vận động và tổ chức chiến dịch hiệu quả.
Hiện tại, bà dạy một khóa học về "Xung đột và hòa bình ở vùng sừng châu Phi" tại Đại học Minnesota.

## Giải thưởng
Vào tháng 4 năm 2012, Araia được Nhà Trắng vinh danh là Nhà đấu tranh Thay đổi năm 2012 cho công việc của bà với DAWN. Tổ chức này còn được trao tặng Giải thưởng Người xây dựng Cầu nối Diễn đàn Châu Phi Diaspora của Liên minh Châu Phi.
Vào năm 2013, Araia cũng đã được chọn là người nhận giải thưởng của năm của AU.